# Postgeschichte und Briefmarken der Schweiz
Die Schweizer Postgeschichte lässt sich dank zahlreichen erhaltenen Briefen bis ins Mittelalter zurückverfolgen. Bekannt geworden ist das Land unter Philatelisten vor allem dadurch, dass es mit der Zürich 4 und Zürich 6 das erste briefmarkenausgebende Land der Welt nach Grossbritannien war. Diese Zeit der Kantonsmarken ist ein äusserst beliebtes Sammelgebiet. Heute findet sich auf Schweizer Briefmarken die Inschrift «Helvetia», um keine Sprache der Schweiz zu bevorzugen. Seit dem Jahr 1964 gibt es ein Postleitzahlen-System.

## Schweizer Postgeschichte vor dem Bundesstaat

### Erste Verzeichnisse auf Schweizer Briefen

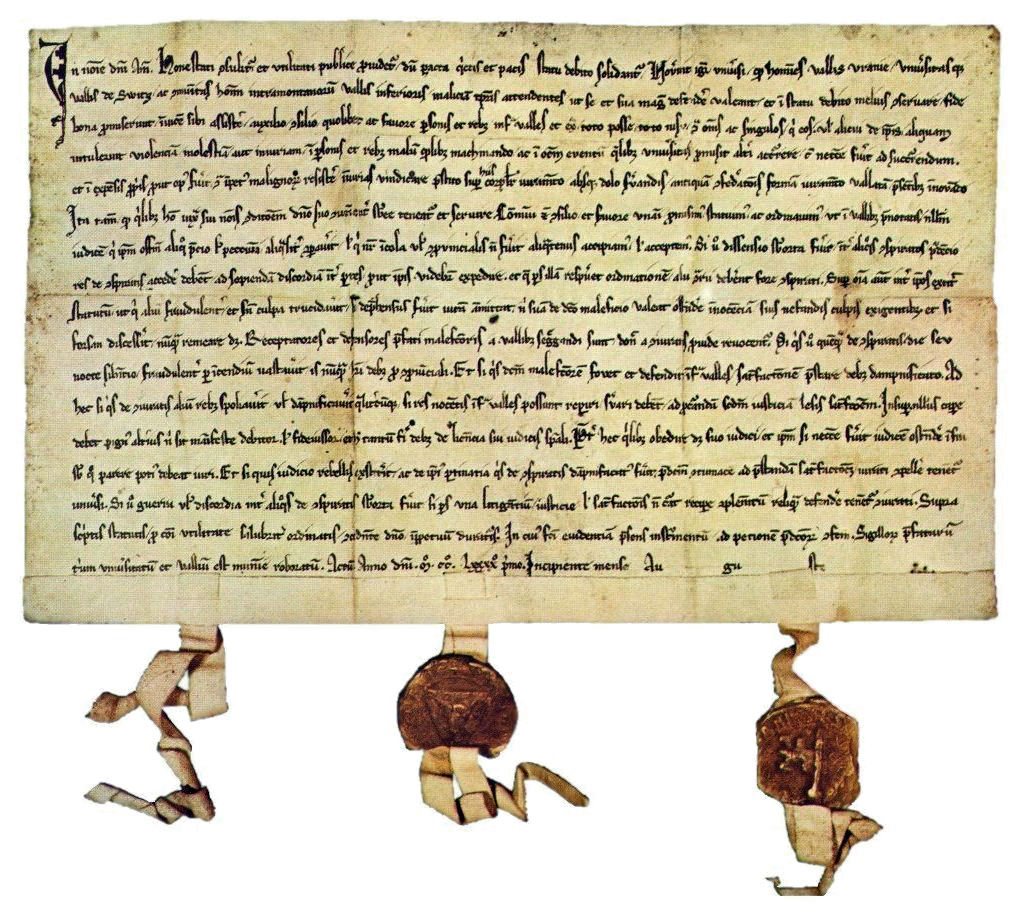
Bundesbrief von 1291

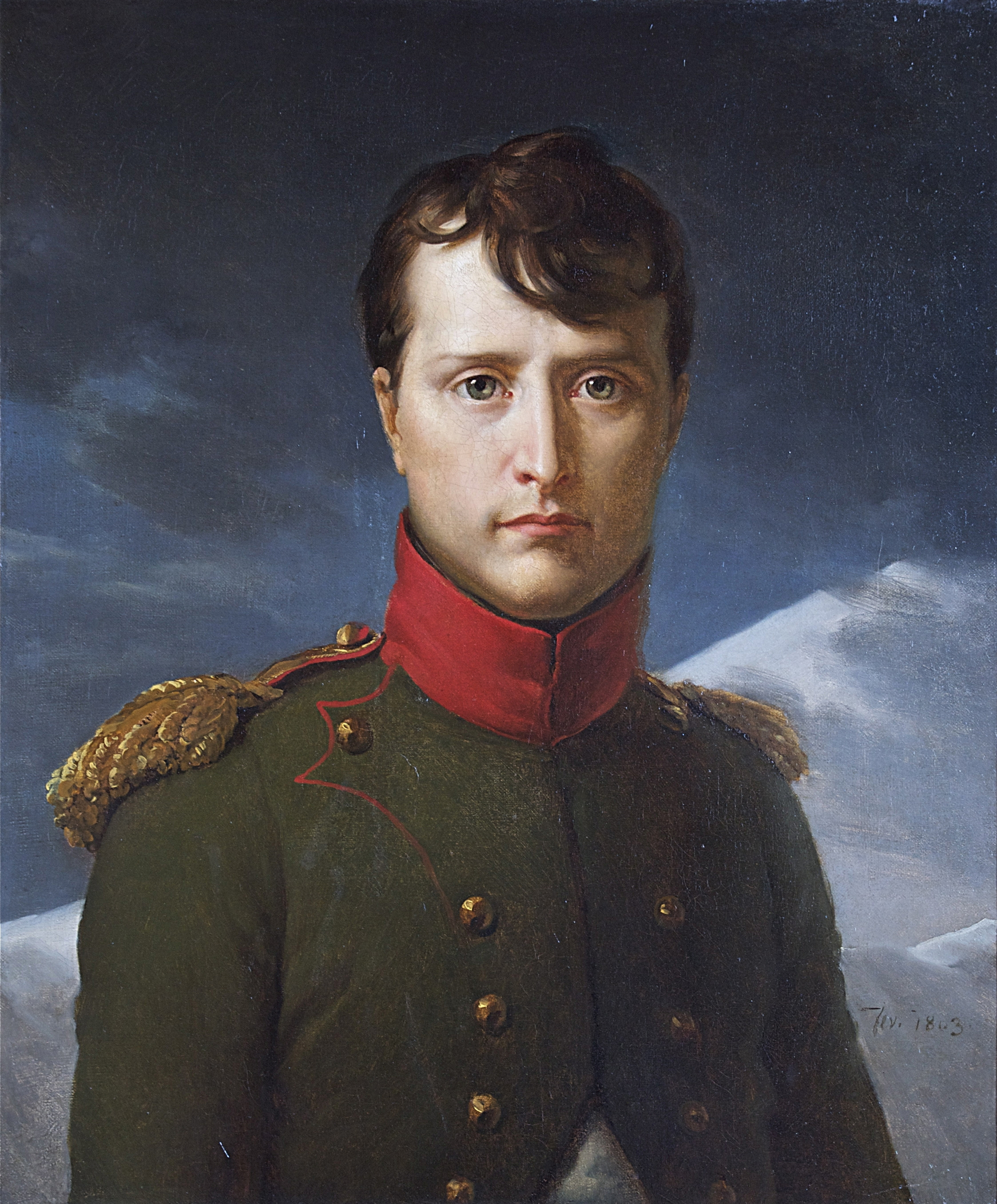
Unter Napoléon fiel das Postsystem in französische Hände

Wie in den meisten mitteleuropäischen Staaten finden sich die ersten Postdienste in der Schweiz bereits im Mittelalter. Meist stellten diese kein geregeltes Postsystem dar, sondern es handelte sich eher um verschiedene Formen privater Botendienste. Erste Hinweise auf ein «geordnetes» Schweizer Postsystem finden sich Mitte des 17. Jahrhunderts. Zu dieser Zeit tauchen erste postalische Verzeichnisse auf Briefen der Alten Eidgenossenschaft auf. Schon wenige Jahrzehnte später werden die ersten Poststempel in der Schweiz verwendet. Dies ist ein Hinweis auf die vermehrte Existenz von Postämtern zu der damaligen Zeit. Der erste Schweizer Poststempel stammt aus dem Jahre 1689 und wurde in Genf verwendet. Dieser Handstempel zeigte die Worte DE GENEVE («aus Genf») und wurde auf Briefen aus Genf nach Frankreich aufgebracht.
Diesem Vorbild folgten mehrere französischsprachige Orte der Schweiz nach. Währenddessen gab es in den restlichen Gebieten weiterhin nur handschriftliche Kennzeichnungen. In den folgenden Jahrzehnten wurden vermehrt gewöhnliche Ortsstempel in der Schweiz eingeführt. In den 1780er Jahren finden sich die ersten in Aarau, Basel, St. Gallen, Lausanne, Vevey, Bern, Freiburg im Üechtland und Saint-Blaise. Die postalischen Verbindungen zwischen den einzelnen Schweizer Orten und das Postsystem erfuhren stetige Verbesserungen.

### Übernahme des Postsystems durch Frankreich
Der Ausbau des Schweizer Postsystems wurde durch den Einmarsch französischer Truppen am 5. Mai 1798 unterbrochen. In der neu errichteten Helvetischen Republik wurde es von Frankreich übernommen und verwaltet. Die Einschränkungen der Souveränität der einzelnen Kantone in dieser Zeit zeigten sich förderlich für den Ausbau eines einheitlichen Postwesens. Die Postämter der grösseren Städte wurden mit Ovalstempel mit Insignien der neu errichteten Republik versorgt, die Poststempel und Tarife vereinheitlicht.
Zur Zeit der französischen Besatzung fand die gut organisierte französische Feldpost in der Schweiz Verwendung. Zahlreiche Handstempel auf französischen Feldpostbriefen, wie beispielsweise der Rheinarmee mit Sitz in Basel, zeugen hiervon. Nach dem Zerfall der Helvetischen Republik 1803 wurde die Eigenständigkeit der Kantone durch eine neue Verfassung wieder gestärkt.
Es fielen mehrere französischsprachige Kantone an Frankreich, die nun vollends in das gut entwickelte französische Postsystem integriert wurden. In Frankreich erhielten sie Namen und Ordnungsnummer: Mont Blanc (84), Mont-Terrible (87), Léman (99) und Simplon (127); Mont-Terrible wurde 1800 aufgelöst und Haut-Rhin (66) angegliedert. Mit dem Sturz Napoleons und dem Wiener Kongress 1815 wurde während der Restauration die alte Ordnung wiederhergestellt.

### Kantonalpost

#### Erste Schweizer Briefmarke

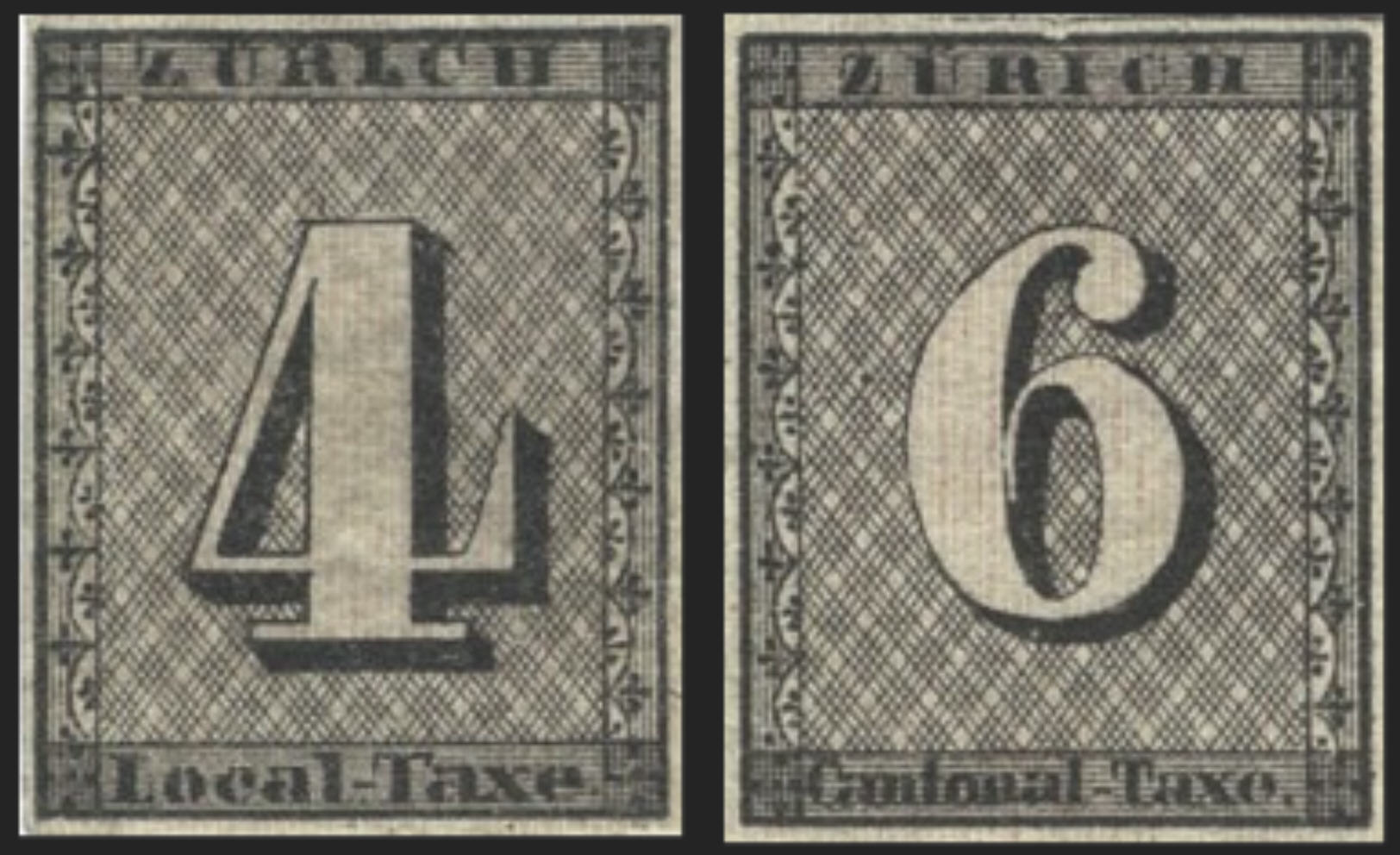
Zürich 4 und Zürich 6

Die grosse Eigenständigkeit führte in der Folgezeit zu einer weitgehend unabhängigen Entwicklung des Postwesens der Schweizer Kantone. Die bereits aufgebauten Beziehungen und Verbindungen blieben zwar bestehen, jedoch wurde kein zentral gesteuertes Postwesen eingerichtet. Eine ähnliche Entwicklung war zur selben Zeit auch im Deutschen Bund zu beobachten. Bei der Entwicklung eines eigenen Postsystems sind vor allem die drei Kantone Zürich, Genf und Basel hervorzuheben, da diese als einzige Postwertzeichen zur Vereinfachung des Postsystems herausgaben.
Die ersten Schweizer Briefmarken dieser Art wurden im Kanton Zürich herausgegeben. Der Zürcher Regierungsrat hatte eine «Vereinfachung der Posttaxen für Briefe des Kantons Zürich» genehmigt. Mit zwei verschiedenen Wertstufen zu 4 und 6 Rappen sollten die Tarife für den Postverkehr innerhalb des Kantons abgedeckt werden. Innerhalb der Stadt Zürich galt der Stadtposttarif von 4 Rappen, innerhalb des Kantons mussten 6 Rappen für die Beförderung eines Briefes aufgebracht werden. Einschreiben mussten mit einer zusätzlichen Marke zu 4 und 6 Rappen frankiert werden. Diese beiden Freimarken, die von Sammlern auf Grund ihrer dominierenden Ziffernzeichnungen auch Zürich 4 und Zürich 6 genannt werden, konnten ab dem 1. März 1843 verwendet werden. Diese ungezähnten Briefmarken besassen noch keine Gummierung.

#### Genfer Übernahme der Idee

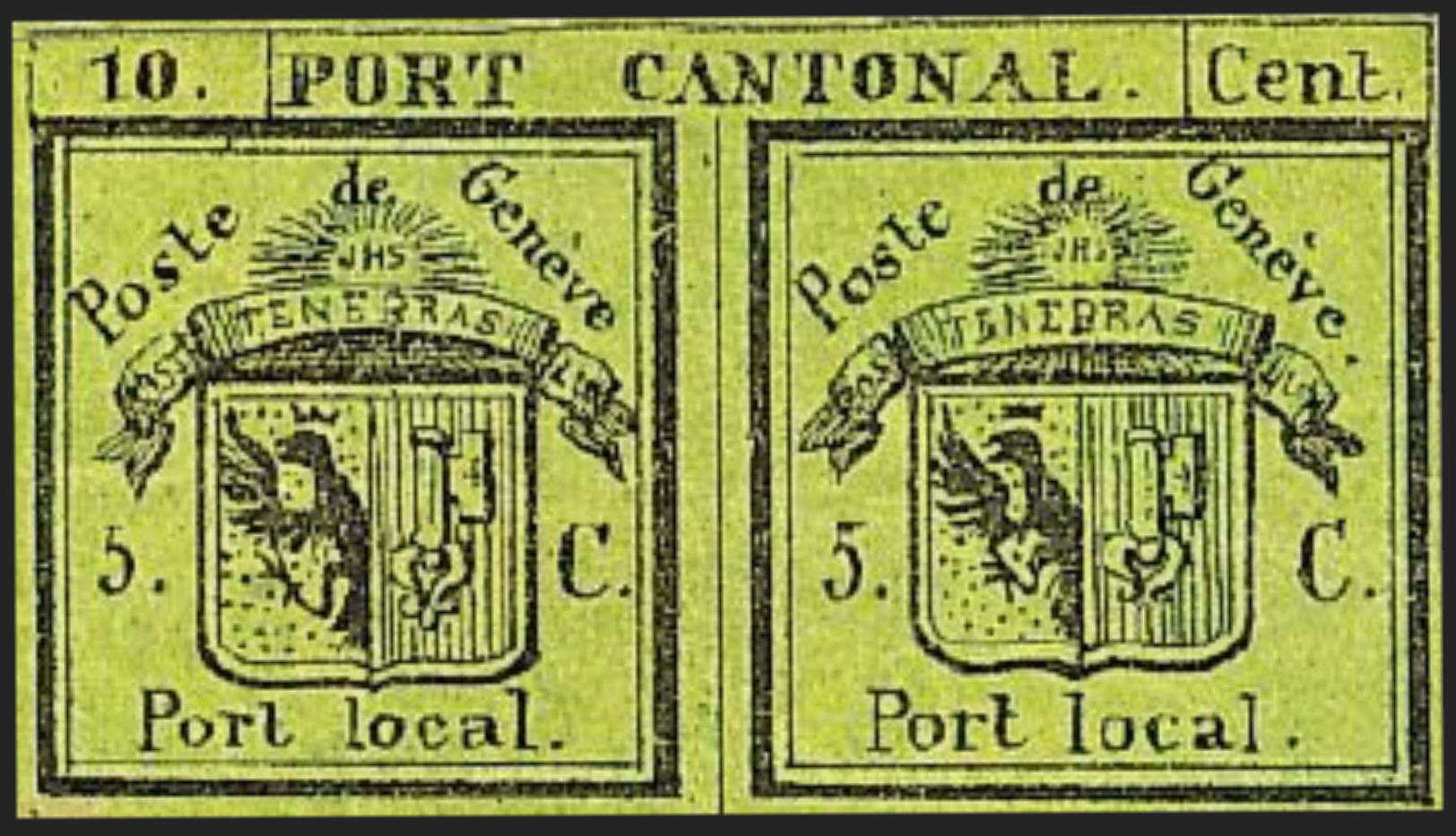
«Doppelgenf»

Dem Kanton Zürich folgte bald der französischsprachige Kanton Genf nach. Das Genfer Finanz-Departement beschloss am 13. Juni 1843, die zuständigen Behörden mit der Ausarbeitung von Entwürfen betreffend Postwertzeichen nach Vorbild Grossbritanniens und Zürichs zu beauftragen. Am 26. September 1843 wurden die Posttarife festgelegt, die innerhalb einer Gemeinde 5 Centimes und innerhalb des Kantons bis zu einem Gewicht von einer Unze 10 Centimes betrugen. Hierfür wurde die sogenannte «Doppelgenf» von der Genfer Post am 30. September herausgegeben, die als ganzes 10 Centimes wert war und in halbierter Form als 5 Centimes-Marke für den Ortsverkehr gebraucht werden konnte. Die Briefmarke war dementsprechend gestaltet.
Diese Briefmarkenausgabe wurde von den Genfern zunächst nur sehr zögerlich angenommen, zumal eine Verwendung von Briefmarken nicht verbindlich war. Das System mit den halbierten Marken für die Ortspost wirkte zunächst etwas befremdlich. Um nicht auf Restbeständen sitzen zu bleiben, entschloss sich deshalb die Genfer Postverwaltung, ab dem 1. März 1844 eine halbe Doppelgenf mit einem Postwert von 5 Centimes zum Preis von 4 Centimes zu verkaufen. So konnte man durch die Verwendung von Briefmarken bei Lokalbriefen 1, bei Kantonsbriefen 2 Centimes sparen.

#### Neue Ausgaben
Trotzdem entschied sich die Genfer Post, nachdem alle «Doppelgenf»-Briefmarken aufgebraucht waren, eine neue, gewöhnliche Briefmarkenserie herauszugeben. Ausserdem entschied man sich, ab sofort alle Briefe bis zu einem Gewicht von einer Unze innerhalb des Kantones zum Preis von 5 Centimes zu transportieren. Der Unterschied zwischen Lokal- und Kantonsporto fiel also weg. Schwerere Briefe mit einem Gewicht bis drei Unzen wurden für 10 Centimes innerhalb des Kantons transportiert. Diese Neuheiten machten zusätzlich eine neue Briefmarkenausgabe erforderlich, da auf der «Doppelgenf» noch in der Inschrift von Lokalporto und Kantonporto die Rede war.
Die erste neue Briefmarke zum Einheitsporto von 5 Centimes erschien am 1. April 1845. Sie war sehr ähnlich wie eine halbierte Doppelgenf gestaltet. Sie war insgesamt grösser als ihre Vorgängerin und hatte eine an das neue Tarifsystem angepasste Inschrift. Der verbilligte Verkaufspreis von 4 Centimes wurde weiterhin beibehalten. In den Folgejahren wurde die Adlerzeichnung etwas vergrössert und die Papierfarbe verändert. Der Philatelist kennt diese drei Varianten unter den Namen «Kleiner Adler», «Heller Grosser Adler» und «Dunkler Grosser Adler». Des Weiteren gab Genf auch eigene Briefumschläge mit Wertzeicheneindruck heraus, die auch ausgeschnitten auf gewöhnlichen Briefen vorkommen.

#### «Basler Dybli»

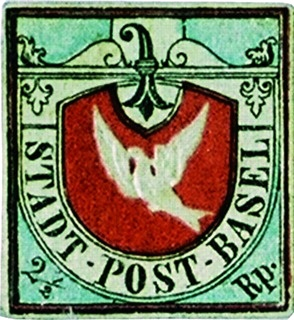
Basler Taube

Als dritter und letzter Kanton gab Basel schliesslich am 1. Juli 1845 ebenfalls eine eigene Briefmarke heraus. Diese war für die Stadtpost gedacht und hatte einen Nennwert von 2½ Rappen. Vor allem die Gestaltung dieser Briefmarke erregte damals grosses Aufsehen. Mit einer Brieftaube wurde ein Motiv gewählt, das nicht den üblichen Abbildungen von Ziffern, Wappen oder Herrschern entsprach. Ausserdem war die von dem Architekten Melchior Berri gestaltete «Basler Taube», die weltweit erste mehrfarbige Briefmarke. In der Schweiz ist die «Basler Taube» besser unter dem Namen Basler Dybli («Basler Täubchen») bekannt.

## Schweizerische Post

### Lokalpost im Postkreis I und Postkreis VIII
Am 1. Januar 1849 wurde die Schweizerische Post gegründet. Sie übernahm die zentrale Verwaltung von Personentransporten sowie die Überbringung von Postsachen und Geldsendungen. Die Vereinheitlichung ging sehr langsam vonstatten, und die drei Kantone mit Kantonalmarken verwendeten diese bis zum 30. September 1854. Im Postkreis I wurden eigene Übergangsmarken ausgegeben. Hierzu gehörten der Kanton Genf und der waadtländische Kreis Nyon. Nach letzterem sind die erste Briefmarkenausgaben des Postkreises, die Waadt, benannt.
Die erste Briefmarke der Waadt zu 4 Centimes wurde am 22. Oktober 1849 herausgeben; sie zeigt das Schweizerkreuz in einem Posthorn. Die geschnittene Marke im Querformat wurde bald von der «Waadt» zu 5 Centimes abgelöst. Diese wurde durch Veränderung der Druckplatte der 4 Centimes hergestellt und ab 22. Januar 1850 verwendet. Da die Druckplatte aus 100 Marken bestand, konnte es hundert verschiedene Varianten geben, wie die Wertangabe aussehen kann. Aufgrund der kurzen Verwendungszeit der «Waadt» zu 4 Centimes sind nur wenige Stücke hergestellt worden und erhalten geblieben. Wenige wurden als 5 Centimes nach dem 22. Januar aufgebraucht.
Die Folgemarke ist unter dem Namen «Neuenburg» bekannt geworden, obwohl eine Verwendung nicht auf diesen Kanton beschränkt war. Diese Briefmarke zeigt wiederum das Schweizerwappen, jedoch im Hochformat. Diese Marke zu 5 Centimes war die letzte Übergangsmarke des Postkreises I. Es gab eine ähnliche Ausgabe auch im Postkreis VIII. Diesem gehörte der Kanton Genf an und auch die Schweizer Stadt Winterthur, nach der auch die einzige Übergangsmarke dieses Postkreises benannt ist, die «Winterthur». Sie zeigt, wie auch die «Waadt» 4 und 5, ein Schweizerkreuz im Posthorn im Querformat.

### Ersten allgemeine Ausgaben für die Schweiz

Ortspostmarke zu Rappen

Im Mai 1850 wurden die ersten Freimarken von der neu gegründeten Schweizerischen Bundespost herausgegeben. Gemeinsam mit den 1851 und 1852 erschienen nachfolgenden Briefmarken bilden sie die Serie Ortspost- und Rayonmarken. Neben diesen neuen Ausgaben behielten die älteren Kantonsmarken sowie die Ausgaben der Übergangszeit ihre Gültigkeit. Die Ortspost- und Rayonmarken sollten durch ihre namensgebenden Inschriften dazu beitragen, das neue Portosystem der Schweiz kundenfreundlicher zu gestalten. Neben dem Motiv, einem Schweizerkreuz mit Posthorn, fanden sich die Inschriften Orts-Post beziehungsweise Poste Local, Rayon I, Rayon II oder Rayon III auf den Marken. Die neue Briefmarkenausgabe zeigt in der Gestaltung durchaus eine Ähnlichkeit mit der Neuenburg.
Diese Inschriften über dem Posthorn gaben den Umkreis an, innerhalb dessen ein Brief mit einem Gewicht bis zu einem halben Lot transportiert werden konnte. Ausschlaggebend waren hier nicht nur die Entfernung, sondern auch die Wegstunden des Postboten. Für die Postgebührenzone Rayon IV verzichtete man auf eine eigene Ausgabe von Briefmarken. Diese wurden ausserdem bereits 1862 aufgelöst und ab sofort als Rayon II behandelt. Für jedes weitere halbe Lot mussten zusätzliche 5 Rappen aufgeklebt werden. Die folgende Tabelle zeigt, innerhalb welcher Postgebührenzone die einzelnen Marken Gültigkeit hatten.
| Postgebührenzone        | Gebühr    | Wegstunden             | Kilometer              |
| ----------------------- | --------- | ---------------------- | ---------------------- |
| Ortspost (Poste Locale) | 2½ Rappen | innerhalb der Gemeinde | innerhalb der Gemeinde |
| Rayon I                 | 5 Rappen  | bis 2 Wegstunden       | bis 9,6 km             |
| Rayon II                | 10 Rappen | bis 10 Wegstunden      | bis 50 km              |
| Rayon III               | 15 Rappen | bis 40 Wegstunden      | bis 200 km             |
| Rayon IV                | 20 Rappen | ab 40 Wegstunden       | ab 200 km              |

## Entwicklung bis zum Ersten Weltkrieg

### Patriotische Motive
Die Briefmarken der folgenden Jahrzehnte waren vor allem durch patriotische Motive gekennzeichnet. Bereits 1851 machte man sich Gedanken zu einer Ablösung der Ortspost- und Rayonmarken, die zu diesem Zeitpunkt noch gar nicht alle erschienen waren. Man wollte das heraldische Motiv durch eine repräsentativere Darstellung ersetzen. Die Schweizer Post einigte sich auf die Ausgabe eines Helvetia-Motivs, das sich an den neuen Münzen des Schweizer Bundesstaates orientieren sollte.
Da bislang alle Schweizer Briefmarken mit Ausnahme der Basler Taube im Steindruck hergestellt worden waren, sah man sich nicht in der Lage, die neuen Helvetia-Marken termingerecht im Buchdruck herzustellen. Deshalb stammten die ersten Helvetia-Marken, die am 15. September 1854 erschienen, aus München. Bald darauf konnten diese durch Briefmarken aus der Eidgenössischen Münzstätte in Bern abgelöst werden. Die Berner Drucke waren allerdings im Gegensatz zu den Münchner Drucken meist unklar und verschwommen. Dadurch erinnert der Siegeskranz der sitzenden Helvetia oft mehr an eine zerzauste Haarpracht. Diese Ausgabe erhielt deswegen bald den Spitznamen «Strubel» in Anlehnung an den Struwwelpeter.
Die folgenden Ausgaben zeigten ebenfalls das Bildnis Helvetias in verschiedenen Darstellungen. Ab dem Oktober 1862 erschienen diese übrigens erstmals gezähnt. Bis zum Beginn des 20. Jahrhunderts dominierte die Helvetia die Motive der Schweizer Briefmarkenausgaben. Erst mit dem Jahresende 1942 verschwand sie von den Schweizer Briefmarken. Ab 1907 erhielt sie stetig wachsende Konkurrenz von Wilhelm Tell (Tellbrustbild, ab 1914) und seinem Sohn (Tellknabe mit Armbrust) als Dauermarkenmotiv. Die erste Ausgabe, die den kleinen Walter hinter einer übergrossen Armbrust zeigte, hatte grosse Anlaufschwierigkeiten.

### Modernisierung und neue Techniken

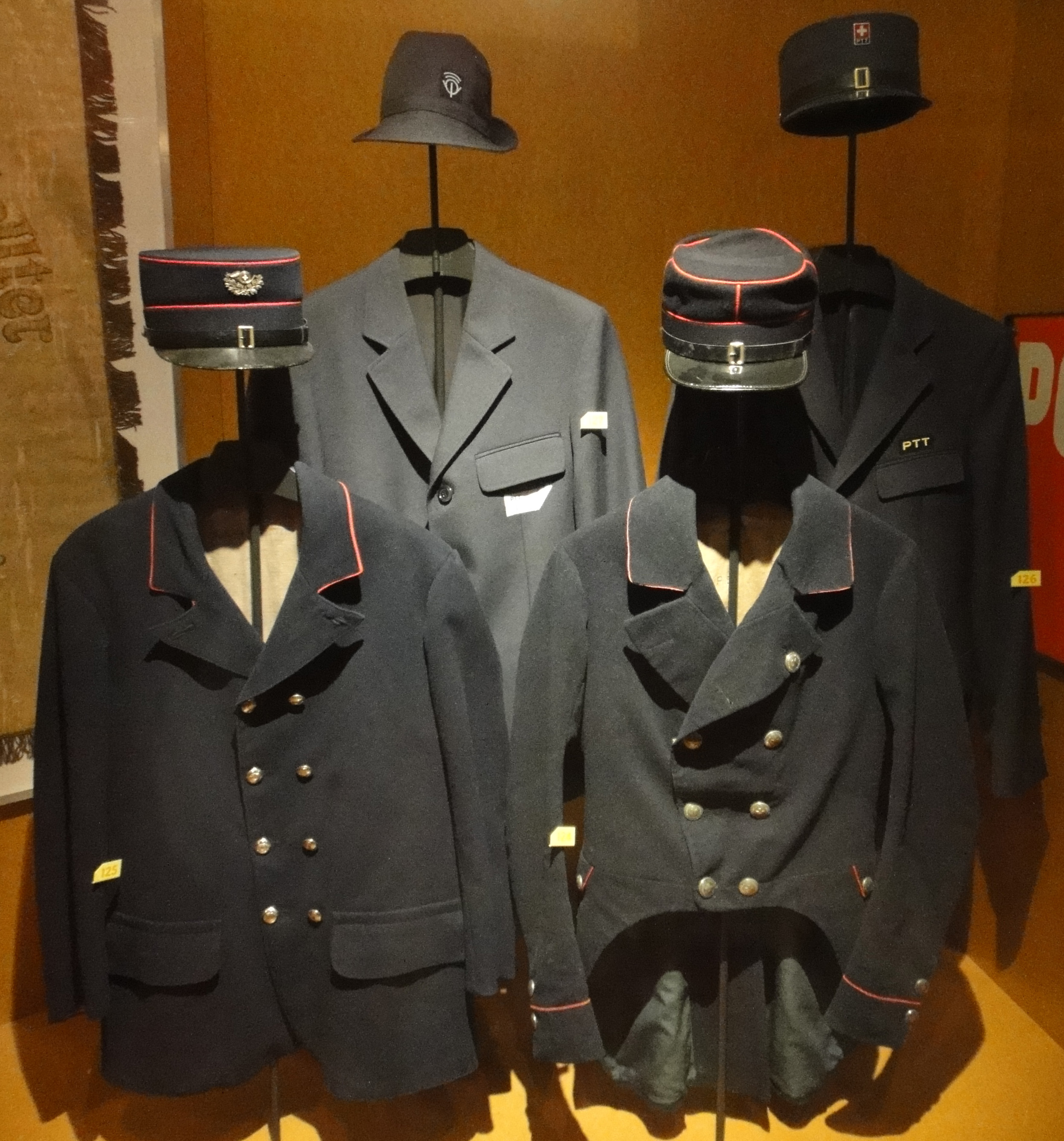
Briefträgeruniformen der Jahre 1900, 1980, 1870 und 1950

Im selben Zeitraum wurde auch das Postwesen modernisiert. Ab 1857 wurden die alten Postkutschen langsam abgelöst durch die ersten Bahnpostbeförderungen. Diese ermöglichten eine deutlich schnellere Postbeförderung. Die letzte Pferdepost in der Schweiz wurde allerdings erst 1961 in Avers eingestellt. Auch der Bahnpostbetrieb hielt sich überdurchschnittlich lange. Erst 2004 wurde er von der Schweizer Post eingestellt. Dies geschah relativ spät, obwohl die Schweizer Post bereits 1903 die ersten Motorfahrzeuge zur Postbeförderung einsetzte. Nach Bahnpost und Motorfahrzeugen fanden auch bald die ersten Flugposttransporte in der Schweiz statt. Ab 1913 erschienen zahlreiche Flugmarken anlässlich privater Flugveranstaltungen. Die ersten offiziellen Flugpostmarken wurden 1919 ausgegeben.
Auch die Sicherheitsmerkmale der Schweizer Postwertzeichen wurden in diesem Zeitraum erheblich verbessert. Erschienen die ersten Briefmarken der Schweiz noch gänzlich ohne Sicherheitsmerkmale, so führte man mit den Helvetia-Marken die ersten Schutzmassnahmen gegen Fälschungen ein. Es handelte sich dabei um ins Briefmarkenpapier eingearbeitete Seidenfäden verschiedener Farben. Ab 1862 versah man die Schweizer Briefmarken mit rückseitigen Einpressungen eines Kreuzes im Oval. Ab 1905 wechselte man schliesslich zur Verwendung von Wasserzeichen, die das Fälschen erschweren sollten. Zwei Jahre später wurde das Faserpapier eingeführt.

### Neue Briefmarkenarten
Während dieser Periode erschienen zahlreiche neue Briefmarkenarten in der Schweiz, die jedoch meist nach wenigen Jahrzehnten wieder abgeschafft wurden. Hierzu zählen Nachportomarken, die 1878 erstmals ausgegeben wurden, sowie Telegrafenmarken. Des Weiteren finden sich spezielle Briefmarkenarten, die ausserhalb der Schweiz kaum vertreten waren. Dabei handelt es sich beispielsweise um Portofreiheitsmarken, die auf die gratis durchgeführte Postbeförderung des übergetretenen und internierten französischen Militärs während des Deutsch-Französischen Krieges zurückzuführen sind. Ausserdem finden sich noch Eisenbahnmarken und Franko-Zettel aus diesem Zeitraum.

## Entwicklung bis heute

### Zeit der Weltkriege
Der Neutralität der Schweiz ist es zu verdanken, dass sie von den Auswirkungen der Weltkriege weitgehend verschont blieb. Dies ermöglichte einen ungestörten Ausbau des eigenen Postwesens. Bereits vor dem Ersten Weltkrieg begann die Schweiz mit der Ausgabe von Wohltätigkeitsmarken für die Pro Juventute. Während der Weltkriege widmete sich Pro Juventute mit ihren Erlösen aus den Briefmarkenverkäufen vor allem der Bekämpfung von kriegsbedingten Nöten.
Während der Weltkriege unterhielt die Schweiz ein Zensursystem für die ausländische Post. Das Schweizerische Rote Kreuz versuchte jedoch die Neutralität der Schweiz zu nutzen und das Land als Umschlagplatz für die Post von Kriegsgefangenen einzurichten. Seit einem Beschluss des Weltpostvereins auf dem Weltpostkongress 1906 musste diese gratis transportiert werden. Diese Versuche, sowie die Finanzierung sozialer Projekte zu dieser Zeit, waren durchaus von Erfolg gekrönt.

### Internationale Organisationen in der Schweiz

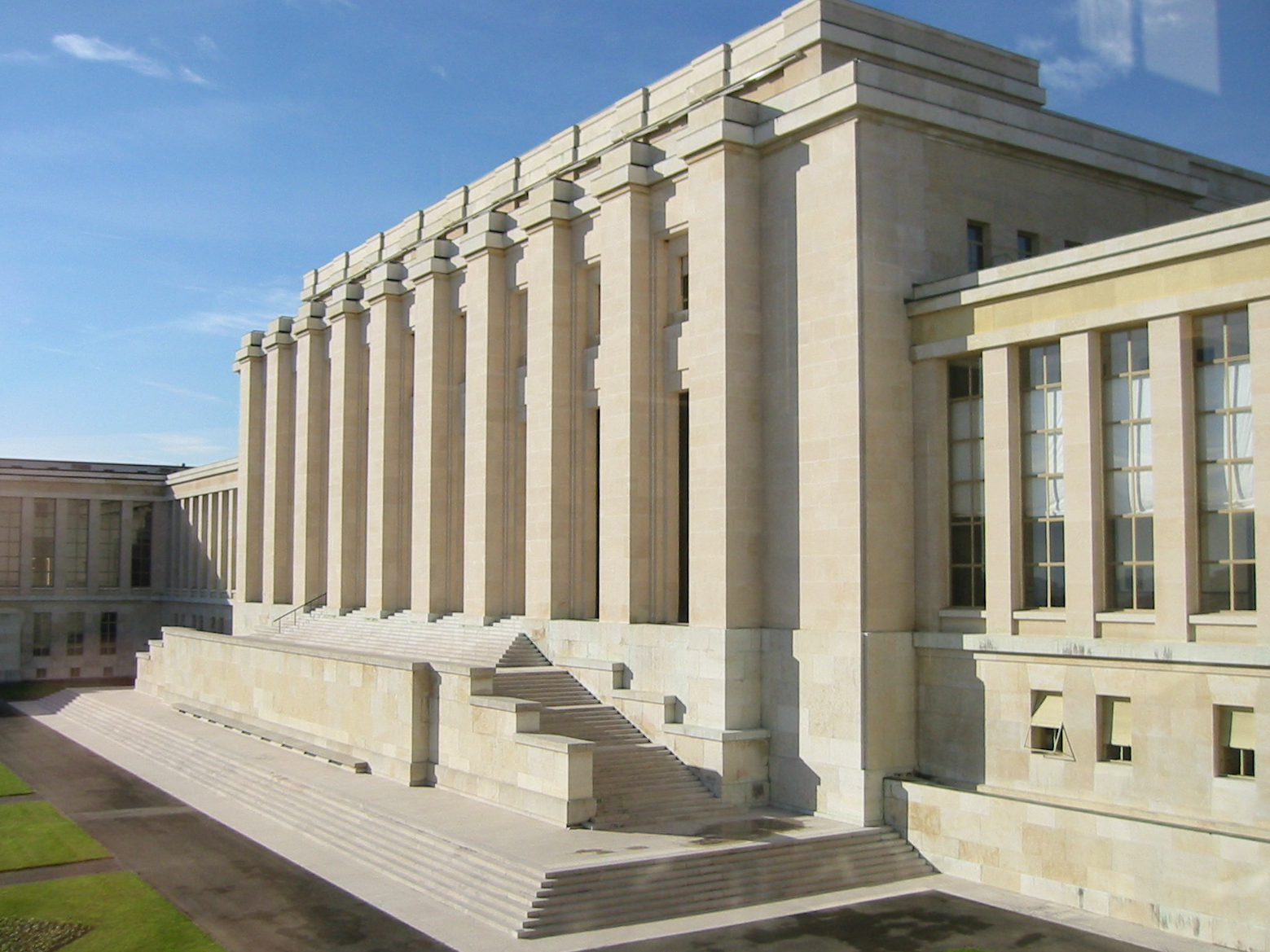
Die Ausgaben für die UNO in Genf werden vielfach als eigenes Sammelgebiet betrachtet

Die Schweiz begann im 20. Jahrhundert vermehrt mit der Ausgabe von Briefmarken für internationale Organisationen. Neben den eigenen Dienstmarken gab sie 1922 erstmals eigene Ausgaben für den Völkerbund heraus. Weitere Organisationen, wie das internationale Arbeitsamt, das internationale Erziehungsamt, die Weltgesundheitsorganisation, die internationale Flüchtlingsorganisation, die meteorologische Weltorganisation, der Weltpostverein, der internationale Fernmeldeverein, die Weltorganisation für geistiges Eigentum sowie das Olympische Komitee folgten 2000 nach.
Als berühmteste internationale Ausgaben der Schweiz gelten zweifelsohne die Ausgaben für die Vereinten Nationen. Diese werden gemeinsam mit Wien und New York herausgegeben und besitzen ein bereits internationales Sammlerpublikum. Die ersten Schweizer Ausgaben erfolgten am 4. Oktober 1969. Zuletzt gab die Schweizerische Post im Frühling 2006 eine Briefmarke zu Ehren der UNO heraus. Thema war die Neugründung des UNO-Menschenrechtsrats in Genf.

### Wertzeichendruck ab 1930
Der Wertzeichendruck wurde 1930 neu strukturiert und aus der Eidgenössischen Münzstätte ausgegliedert. Die neu geschaffene Abteilung Wertzeichendruckerei PTT wurde in Ostermundigen angesiedelt, am Sitz der PTT-Generaldirektion. Der Druck der Pro Juventute-Markenserie von 1931 wurde an die Hélio Courvoisier SA in La Chaux-de-Fonds vergeben – es sollte nicht dabei bleiben: die PTT-Betriebe wurden fester Kunde bei Courvoisier.
In den folgenden Jahren spielte sich ein festes Arbeitsschema ein: Dauermarken wurden im Buchdruckverfahren respektive im Offsetdruckverfahren von der Wertzeichendruckerei hergestellt, die sogenannten Sonder- und Werbemarken inklusive Pro Juventute und Pro Patria im Ätztiefdruckverfahren bei Courvoisier. Auf die Briefmarken hatte diese neue Struktur verschiedene Auswirkungen: erstmals entstanden grössere Briefmarkenserien, bei denen verschiedene Frankaturen verschiedene Motive erhielten (1932 Gotthardbahn-Jubiläum, 1934 Dauermarkenserie Landschaftsbilder).
Bei den Sondermarken, die ab etwa 1937 bei Courvoisier im Ätztiefdruck entstanden, zeichnete sich erstmals die regelmässige Verwendung mehrerer Druckfarben ab. Bis 1949 hielten sich monochrome Briefmarkenmotive, was sich danach schlagartig änderte. Die steigende Anzahl von Sonder-, Werbe- und Gedenkmarken führte dazu, dass die Briefmarken im farbenprächtigen Courvoisier-Druck über die Hälfte der jährlichen Ausgaben ausmachte. Mit Ausnahme einer Serie (1973–1975) blieb die Wertzeichendruckerei bei Dauermarken bis 1982 beim einfarbigen Druck.
Der präzise Courvoisier-Druck prägte das Erscheinungsbild der Schweizer Philatelie massgeblich, insbesondere war das weitgehende Ausbleiben von Fehldrucken bemerkenswert. Die indirekte Werbung durch die Arbeiten für die PTT brachten Courvoisier über die Jahre Aufträge von über 100 Postverwaltungen und den Ruf ein, weltweit eine der führenden Wertzeichendruckereien zu sein. Die Qualität schlug sich allerdings auch von jeher im Preis nieder.
Gut 70 Jahre lang prägten Courvoisier und die Wertzeichendruckerei die «Schweiz im Kleinformat», ehe beide innert kürzester Zeit vom Markt verschwanden. Aufgrund von weltweiten Auftragsrückgängen und zunehmendem Preisdruck legte Courvoisier den Briefmarkendruck im April 2001 still. In den letzten Geschäftsjahren vor der Stilllegung stellten die knapp 35 Mitarbeiter pro Jahr jeweils zwischen 250 und 300 verschiedene Briefmarken her; gedruckt wurden jährlich insgesamt zwischen 500 und 700 Millionen einzelner Briefmarken. Noch innert eines Monats gab auch die Post bekannt, ihre Wertzeichendruckerei zu schliessen. Die Schliessung im Juni 2002 wurde mit der fehlenden Zukunftsperspektive für den Briefmarkendruck begründet.

### Situation heute
Heute ist Die Schweizerische Post AG ein Unternehmen mit rund 61'000 Beschäftigten. Sie befördert derzeit jährlich ungefähr 2.3 Milliarden adressierte Sendungen und über 110 Millionen Pakete. Mit ihren oftmals ungewöhnlichen Briefmarkenausgaben versucht sie ein neues Sammlerpublikum anzulocken. So gab sie beispielsweise Briefmarken heraus, die auf Holz und auch Stoff gedruckt beziehungsweise gestickt waren oder nach Schokolade riechen. Für Aufsehen sorgte die Post 2007, als sie mit Roger Federer erstmals in ihrer Geschichte eine noch lebende berühmte Person auf einer Marke abbildete.
Im August 2009, kurz nach der Lockerung des Briefmonopols von 100 auf 50 Gramm, wurde mit der Quickmail AG der erste und bislang einzige private Postdienst-Anbieter in der Schweiz gegründet. Im September 2009 erhielt das Unternehmen von der damaligen Postregulationsbehörde PostReg die Konzession für die Beförderung von Paketen und Briefen über 50 Gramm und damit auch die Berechtigung eigene Briefmarken herauszugeben. Quickmail ist gemäss dem Tätigkeitsbericht 2012 der PostCom im Bereich der adressierten inländischen Briefen bis 1 Kilogramm Marktführer bei den privaten Dienstleistern. Bislang wurden durch den Gesetzgeber 25 % des Briefmarktes für den Wettbewerb geöffnet, wobei die Schweizerische Post im geöffneten Teilmarkt der inländischen Briefe ab 50 Gramm über einen Marktanteil von 98,7 % verfügt.
Am 26. Mai 2011 wurde von Quickmail die erste Briefmarke eines privaten Postdienst-Anbieters in der Schweiz herausgegeben. Die Blockbriefmarke zeigt einen in den Sand gezeichneten Brief am Strand mit dem Firmensignet. Die Auflage der mit einem Frankaturwert von 2.50 CHF versehenen Marke beträgt 10'000 Stück. Abgestempelt ist die eigentliche Vignette mit einem Firmenstempel mit Datum, aber ohne Zeitangabe. Am 27. Juni 2012 folgte die Briefmarkenserie «Einheimische Schmetterlinge». Dabei handelt es sich um drei selbstklebende Motive mit einer Gesamtauflage von 116'000 Exemplaren. Am 20. Oktober 2020 gab Quickmail die neue Briefmarkenserie «Typisch Schwiiz» heraus. Der Hintergrund dieser beiden Briefmarken setzt sich aus Wörtern in verschiedenen schweizerdeutschen Dialekten und typischen Wörtern der anderen drei Landessprachen zusammen.
2013 wurde die SMS-Briefmarke probehalber, 2014 definitiv eingeführt und auf den 30. Juni 2023 eingestellt.